# Meninos de rua
Meninos de rua è un'espressione in lingua portoghese che si riferisce ai bambini di strada delle città brasiliane, anche se, più precisamente, il loro luogo abitativo è costituito dalle cosiddette favelas. 

## Il contesto sociale
Questi bambini, spesso orfani o abbandonati dalle loro famiglie d'origine, sopravvivono dedicandosi all'accattonaggio o esercitando attività microcriminali come lo spaccio di droghe o la vendita in nero di materiali che trovano per strada . Tipicamente questi ragazzi sono frutto di brutti incidenti avvenuti alla figura paterna o materna, che scatenano una rabbia contro la società, inducendoli a una vita piena di violenza e criminalità: spesso vengono ingaggiati dalla malavita come corrieri di droga o killer su commissione. È usanza diffusa tra loro sniffare colla, per stordirsi e attutire lo stimolo della fame.
Quando non muoiono a causa di malattie o droga, devono anche guardarsi dai justiceiros, detti anche "squadroni della morte"; in Brasile, non riuscendo ad affrontare e risolvere un problema tanto grande, si sono create formazioni paramilitari, assoldati dei negozianti o compagnie preoccupate di difendere la propria sicurezza, che danno la caccia ai meninos de rua e talvolta li eliminano barbaramente.

## Stile di vita
Localmente questi bambini vengono chiamati in tono spregevole pivete. Per sopravvivere si organizzano in gruppi e frequentano luoghi di grande passaggio, in modo da trovare maggiori possibilità di guadagnare qualcosa mediante rapine o furti. Per lenire la fame, i dolori e il freddo, questi bambini spesso utilizzano sostanze droganti estremamente dannose per l'organismo, divenendo in breve tempo tossicodipendenti. La loro attesa di vita è brevissima: pochi raggiungono la maggiore età.

## Episodi di violenza
Sono numerosi i casi di violenza, esercitata nei loro riguardi da parte di alcuni corpi (deviati e no) della polizia brasiliana, tra cui i cosiddetti squadroni della morte; un episodio particolarmente noto è il massacro della Candelária, avvenuto nel 1993 nei pressi della Chiesa di Candelária, a Rio de Janeiro.